# Спортивная гимнастика на летних Олимпийских играх 1980 — вольные упражнения (женщины)
Вольные упражнения - одна из 6 дисциплин спортивной гимнастики среди женщин на летних Олимпийских играх 1980. Квалификация состоялась 21 и 23 июля. Финал состоялся 25 июля. Соревнования проходили во дворце спорта "Лужники".

## Медалисты
| Золото                               | Серебро         | Бронза                                   |
| Нелли Ким СССР Надя Команечи Румыния | не присуждалась | Макси Гнаук ГДР Наталья Шапошникова СССР |

## Результаты

### Квалификация
62 гимнастки участвовали в квалификации, которая проходила 21 и 23 июля. Обладательницы первых 36 мест в квалификации вышли в финал, который прошёл 25 июля. От одной страны в финал проходят не более 2 гимнасток. Очки из квалификации учитываются в финале.

### Финал
| Место | Гимнастка                 | Оценка за трудность | Оценка за исполнение | Квалификация | Финал | Результат |
| ----- | ------------------------- | ------------------- | -------------------- | ------------ | ----- | --------- |
|       | Нелли Ким СССР            | 9.900               | 9.950                | 9.925        | 9.950 | 19.875    |
|       | Надя Команечи Румыния     | 9.950               | 9.900                | 9.925        | 9.950 | 19.875    |
|       | Наталья Шапошникова СССР  | 9.950               | 9.900                | 9.925        | 9.900 | 19.825    |
|       | Макси Гнаук ГДР           | 9.900               | 9.950                | 9.925        | 9.900 | 19.825    |
| 5     | Эмилия Эберле Румыния     | 9.900               | 9.900                | 9.900        | 9.850 | 19.750    |
| 6     | Яна Лабакова Чехословакия | 9.850               | 9.900                | 9.875        | 9.850 | 19.725    |